# Cewnikowanie zatok skalistych dolnych
Cewnikowanie zatok skalistych dolnych (ang. bilateral inferior petrosal sinus sampling, BIPSS) – specjalistyczne badanie przeprowadzane w diagnostyce różnicowej stanów hiperkortyzolemii.

## Wskazania
ACTH-zależna hiperkortyzolemia o nieznanej etiologii. Badanie pozwala potwierdzić obecność mikrogruczolaka przysadki niewidocznego w badaniach obrazowych gruczołu. Czułość BIPSS ocenia się na 95-99%.

## Technika badania
Badanie polega na wprowadzeniu cewnika do obu zatok skalistych dolnych i pobraniu krwi do oznaczenia w niej poziomu ACTH wyjściowo oraz po 3 i 5 (ewentualnie także po 10) minutach od dożylnego podania CRH w dawce 1 μg na kg masy ciała lub w łącznej dawce 100 μg. Krew pobiera się jednocześnie z obu zatok skalistych dolnych i z żyły obwodowej. Następnie oblicza się gradient stężenia ACTH we krwi pobranej z zatoki do stężenia ACTH we krwi obwodowej.

## Interpretacja wyników
Ocenia się stosunek stężenia ACTH we krwi pobranej z zatoki skalistej dolnej do stężenia ACTH we krwi obwodowej (wskaźnik IPS/P): 
- IPS/P > 2,0 wyjściowo i > 3,0 po stymulacji CRH potwierdza rozpoznanie choroby Cushinga
- IPS/P < 2,0 wyjściowo i < 3,0 po stymulacji CRH sugeruje ektopowe wydzielanie ACTH jako przyczynę hiperkortyzolemii.

## Powikłania
Opisano szereg rzadkich, ale istotnych powikłań: przypadki zakrzepicy żył głębokich, zatorowości płucnej, uszkodzenia naczyń mózgu.